# 冷遹
冷遹（1882年6月22日—1959年8月18日），本名晓岚，字御秋，别署雨秋，男，江苏丹徒人，中国近代政治人物。

## 生平

### 革命生涯
清光绪八年五月初七（1882年6月22日），冷遹生于江苏省丹徒县黄墟镇。1902年冷遹考入安庆武备学堂，化名“雨秋”秘密参加柏文蔚领导的“同学会”，并且和“岳王会”有联系。1905年冬毕业，分配到南京新编陆军第九镇第三十三标第二营任右队队官。第九镇内第二营管带赵声（后升任第三十三标标统）等革命党人活动积极，冷遹在赵的影响下于1906年加入中国同盟会。1907年秋，冷遹被第九镇解除军职，后来投奔安徽新军第31混成协，任管带。1908年与“岳王会”骨干熊成基等密谋利用太湖秋操之机，发动新军起义，冷遹被推为起义总指挥。事泄，被捕入狱，经多方营救于1909年5月获释。1909年秋，冷遹得知赵声在香港策划广东新军起义，便赴香港。1909年底，冷遹在香港遇到广西新军招聘人才，遂应聘到广西任职。1910年任广西陆军小学提调。约1910年8月，中国同盟会广西支部成立，耿毅任支部长，冷遹任副支部长，该支部成立了“军事指针社”，编辑出版了《南报》（后更名为《南风报》）。
1911年武昌起义，各地响应。冷遹任广西民军混成协帮统，率部援鄂。1912年初，广西民军被南京临时政府编入中华民国陆军第一军，冷遹获中华民国临时大总统孙中山授予中将军衔及文虎勋章，任第一军第三师师长。同年5月，冷遹转任第一军第九师师长，驻徐州。1913年二次革命爆发，北洋军冯国璋部和张勋辫子军进犯徐州，冷遹寡不敌众，放弃徐州，流亡日本。1915年冬袁世凯复辟帝制，冷遹立即从日本回国，投入讨袁护国运动。1916年5月任岑春煊、梁启超广东肇庆都司令部参谋处长。1916年6月，冷遹、黄炎培等人在上海创办了中华职业教育社，冷遹历任中华职业教育社评议员、常务理事及上海分社主任等职。1917年任孙中山广东护法军政府总参议。1918年8月，军政府改组后，出任內政次长。

### 镇江农村改进
1921年冷遹从广州回到家乡镇江，获陈光甫、邹秉文资助，集资创办了江北盐垦公司（又称商记垦团）。此后他同陆小波、严惠宇、葛敬中合作，陆续创办了益民蚕种场、均益蚕种场、三益蚕种场、永安蚕种场。1925年，应江苏省省长兼江苏军务督办韩国钧之邀，冷遹出任江苏省水陆警备司令，任内正逢五卅惨案发生，他制止了南京警察罢岗，支持了南京民众的反帝爱国行动。1926年，冷遹、黄炎培、唐儒箴联名发起创办私立镇江女子职业学校，冷遹任董事长。1928年春，冷遹同中华职业教育社、江苏省农矿厅合作，在镇江创建“镇江黄墟农村改进试验区”，冷遹任改进试验区委员会主席。

### 抗日民主斗士
抗日战争爆发后，镇江政府和民众团体联合设立支援前线的“民众组织委员会”，县长张清源任主任，冷遹、陆小波、严惠宇任副主任。1937年冬，冷遹自镇江赴武汉。冷遹、黄炎培、江恒源等人决定成立“江苏省失业青年救济委员会”，冷遹为主要负责人之一，实际负责该会的日常工作。1938年3月，正值台儿庄战役前夕，黄炎培、冷遹、江恒源到徐州访问第五战区司令长官李宗仁。
1938年7月，国民参政会成立，黄炎培、冷遹、江恒源均以个人身份任参政员，他们三人被称为国民参政会内的“职教派”（即中华职业教育社派）。此后冷遹任历届国民参政会参政员。1939年11月，黄炎培、冷遹、沈钧儒、章伯钧、梁漱溟、张澜等人在重庆发起成立统一建国同志会。1941年3月19日，中国民主政团同盟在重庆上清寺特园秘密召开了成立大会，冷遹等13人当选中央执行委员。

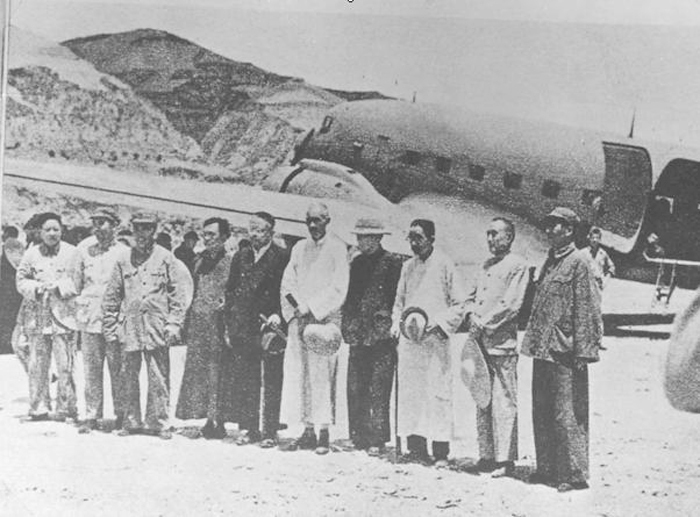
‪1945年7月1日，章伯钧等六位参政员为商谈国共两党团结、共建国内和平问题飞抵延安，中共领导人毛泽东等到延安机场欢迎并合影。图中自右至左为：毛泽东、黄炎培、褚辅成、章伯钧、冷燏、傅斯年、左舜生、朱德、周恩来、王若飞。

1944年9月，在国民参政会三届三次会议上，冷遹支持林伯渠代表中国共产党提出的成立民主联合政府的主张，反对中国国民党一党专政。同月，冷遹、黄炎培等人在《国讯》和《宪政月刊》上联名发表了《民主与胜利献言》，提出了九项主张，向中国国民党要求民主。1945年1月，冷遹、黄炎培等六十多人联名发表了《时局献言》。同年5月，冷遹、黄炎培等联名提出恢复国共谈判；6月，褚辅成、黄炎培、冷遹、王云五、傅斯年、左舜生、章伯钧七人致电毛泽东、周恩来呼吁就国共两党团结合作问题进行商谈。6月22日，七人收到邵力子转交的毛泽东、周恩来的复电。6月27日下午，蒋介石同意七人访问延安。1945年7月1日，褚辅成、黄炎培、冷遹、左舜生、傅斯年、章伯钧六人乘飞机赴延安访问，此后他们同中共中央领导人就国共两党团结合作问题进行商谈。
1945年7月14日，冷遹、黄炎培、江恒源联名发表了《关于不参加国民大会问题讨论的书面声明》，反对中国国民党执意单方面召开国民大会，并拒绝出席国民参政会有关国民大会问题的讨论，支持中共提出的成立民主联合政府的主张。同年10月，国共签订双十协定。
迁川工厂联合会理事长胡厥文等民族资本家要求国民政府修改其经济政策，保护民族工商业。黄炎培、胡厥文、杨卫玉、冷遹策划组织政团，并邀章乃器、施复亮等人共同筹备。1945年12月16日，民主建国会在重庆白象街实业大厦举行成立大会，冷遹当选常务监事。
1945年10月，冷遹自四川返回镇江。回到镇江后，他参与成立了镇江善后救济委员会。1946年，经冷遹倡议，镇江的四个蚕种场合并成立四益农产育种场（简称“四益农场”），成为一家股份有限公司，冷遹任董事长，陆小波任常务董事，严惠宇任总经理。1946年3月冷遹以“考察战时运河被敌破坏情况”为理由，访问解放区高邮、宝应、淮阴等地，为解放区送来大批包括药品和医疗器械在内的物资。
1947年，冷遹任江苏省临时参议会议长，1948年冬辞职，避居上海。他还列名制宪国民大会代表。

### 中华人民共和国成立后
1949年9月，冷遹任中国人民政治协商会议第一届全体会议代表，并于同年10月1日参加了开国大典。中华人民共和国成立后，1950年，冷遹、胡厥文等人在全国政协一届二次会议上提出《拟请政府集中国内并延聘国外各种科学家、工程学家，统一规定各种农工、交通、机械、设备、器材及一切物器的名称、标准，并尽量编译各种科学技术的新书，考察改正现有国内生产机构内差异，以利经济建设案》。1950年3月，冷遹任华东军政委员会农林水利部长。1952年11月，江苏省人民政府筹建，冷遹为三位副主席（后改称副省长）之一。1954年4月，民建江苏省工作委员会成立，冷遹任主任委员。1956年5月，射阳闸竣工，冷遹到射阳主持了射阳闸放水仪式。在“三反”运动中，冷遹受到华东军政委员会表扬。他还曾任第一、二届全国人大代表、江苏省政协副主席、中华职业教育社常务理事、民建第一届中央常委等职。
1959年8月18日，冷遹在南京因急性心肌梗塞病逝。